# Аггер, Даниэль
Даниэ́ль Мю́нте А́ггер (дат. Daniel Munthe Agger; род. 12 декабря 1984[…], Видовре, Копенгаген) — датский футболист, выступавший на позиции центрального защитника.

## Карьера

### «Брондбю»
Молодёжная карьера Даниэля началась в академии местного футбольного клуба «Розенхой», где молодой защитник обучался и выступал за молодёжную команду клуба до 1996 года. В 1996 Аггер был замечен на одном из матчей между молодёжными командами скаутами из клуба «Брондбю». Молодого футболиста пригласили на просмотр в клуб, где Даниэль сыграл успешный показательный матч и был приглашён обучаться в академии клуба. Аггер принял предложение и на протяжении 8 лет, до 2004 года, он являлся воспитанником академии клуба.
В 2004 году благодаря своему классу, своим стараниям и таланту Аггер получил предложение от «Брондбю» подписать первый профессиональный контракт. Дебют состоялся 25 июля 2004 года против команды «ОБ Оденсе». Благодаря продаже опытного Андреаса Якобссона в «Саутгемптон» Аггер раскрылся в «Брондбю». В свои 19 лет он трижды признавался игроком матча в своей команде. В «Ливерпуль» он перешёл после 49 матчей в Дании.

### «Ливерпуль»

#### 2006/07
В 2006 году на молодого датчанина обратил внимание английский клуб «Ливерпуль», обновляющий в то время линию обороны своей команды. Аггер понравился селекционерам клуба, которые порекомендовали его для трансфера в клуб. За игрока было заплачено 6 млн фунтов, что сделало Даниэля самым дорогим футболистом, проданным в зарубежный клуб. Дебют Аггера за красных состоялся 1 февраля в игре премьер-лиги с «Бирмингемом».
Аггер быстро приспособился к игре «Ливерпуля», и уже в скором времени Сами Хююпия уступил ему место в основном составе. Связка Аггер — Каррагер считалась одной из самых перспективных в обороне в Европе. Даниэль обладал хорошим дальним ударом с левой ноги.
Свой дебютный гол за «Ливерпуль» Аггер забил в сезоне 2006/07 в ворота «Вест Хэма», это была только вторая игра Даниэля за клуб. В очередной раз свои способности в атаке Даниэль продемонстрировал на «Энфилде» в полуфинальном матче Лиги чемпионов против «Челси». Его единственный гол помог выйти команде в финал.

#### 2007/08
Перелом плюсневой кости в сентябре 2007 года разрушил все надежды на успех в сезоне 2007/08. Но ко второй половине сезона он восстановился и даже начал показывать неплохую игру, но случился рецидив, и он снова выбыл из строя, на этот раз до начала следующего сезона.

#### 2008/09
Сезон 2008/09 Аггер начал со скамейки запасных. Занявший его место на поле Мартин Шкртел демонстрировал хорошую игру, но уже в 7 туре он получил серьёзную травму, тем самым предоставив шанс Аггеру. Даниэль не показал лучшую свою игру в этот период, однако набрал форму и смог закрыть проблемную позицию. Казалось, что к концу сезона он снова вышел на пик формы, он даже отметился великолепным голом с 27 метров в матче против «Блэкберна». Затем у него снова начались проблемы со здоровьем — на этот раз Аггера беспокоили проблемы со спиной.

#### 2009/10
Из-за травмы спины Даниэль пропустил первые два месяца сезона 2009/10. Позже в этом сезоне он вышел на поле в 23 матчах в лиге, а также в 13 в кубковых баталиях Англии и Европы. Когда травму получил основной левый защитник Эмилиано Инсуа, именно Аггер закрывал образовавшуюся на поле дыру. Однако позиция центрального защитника всё же была основной для него. Свой сотый матч в футболке с лайвербёрдом на груди Дани провёл 25 февраля 2010 против «Унири» в Лиге Европы.

#### 2010/11
В следующем сезоне на Аггера рассчитывали как на основного центрального защитника, однако проблемы со здоровьем датчанина стали одной из проблем, с которыми столкнулся Рой Ходжсон при работе в «Ливерпуле». Аггер вышел на поле в матче против «Арсенала» 15 августа 2010 года, но получил сотрясение мозга во втором тайме игры. Из-за травмы он пропустил следующие несколько игр. У него были также другие проблемы со здоровьем, из-за которых он пробыл в лазарете до декабря. Когда Рой Ходжсон отдал предпочтение Мартину Шкртелу, Аггер хотел сменить клуб на «Ювентус», который интересовался Даниэлем. По возвращении на тренерский мостик Кенни Далглиша в состав вернулся и Аггер. Но 2 марта 2011 года в матче против «Вест Бромвича» Даниэль получил травму колена и выбыл до конца сезона. За весь сезон провёл за красных во всех соревнованиях только 21 матч.

#### 2011/12
2 октября 2011 года Аггер сыграл свой сотый матч в Премьер-лиге за «Ливерпуль». Красные одержали победу над «Вест Бромвичем» 2:0. Травмы обходили его стороной, благодаря чему Даниэль провёл за красных большинство игр в лиге. Связка защитников Аггер — Шкртел являлась одной из самых сильных в чемпионате.
28 января 2012 года Аггер открыл счёт в матче четвёртого раунда Кубка Англии против «Манчестер Юнайтед». «Ливерпуль» одержал победу со счётом 2:1. Это был первый гол Даниэля с 2010 года, когда он забил «Бенфике» в Лиге Европы.
26 февраля Аггер помог «Ливерпулю» выиграть их первый трофей с 2006 года — Кубок лиги 2012 года. В этом матче Даниэль сломал ребро.
7 апреля во втором тайме матча против «Астон Виллы» Даниэль заменил Хосе Энрике. В матче отметился ударом под перекладину, сравняв счёт: 1:1.
8 мая в последнем домашнем матче сезона против «Челси» Аггер забил свой первый гол в сезоне. Матч закончился с разгромным счётом 4:1 в пользу «Ливерпуля».

#### 2012/13
В первом матче сезона «Ливерпуль» потерпел поражение от «Вест Бромвича» (3:0). На 58-й минуте рефери Фил Дауд показал датчанину красную карточку за фол последней надежды и назначил пенальти в ворота его команды. В 2012 году «Ливерпуль» отказался продавать Аггера «Манчестер Сити» за £ 20 млн, а 12 месяцев спустя — «Барселоне» за £ 15 млн.

### Возвращение в «Брондбю»
30 августа 2014 Аггер вернулся в датский «Брондбю» за £ 3 млн. 9 июня 2016 года объявил о завершении футбольной карьеры.

## Татуировки
Даниэлю Аггеру в свободное время нравится самому работать тату-мастером. Датчанин делал татуировки многим партнёрам по «Ливерпулю».
Большой викинг в центре — это Ожье Датчанин, известный также как Ожье Арденнский. Его наиболее известная скульптура находится в замке Кронборг. По легенде, если Дании будет угрожать смертельная опасность, Ожье встанет и защитит жителей этой страны. В своей руке он держит легендарный меч Кортана, на котором нанесена надпись: «Моё имя Кортан, я сделан из той же стали и с тем же характером, что Жуаез и Дюрендал».

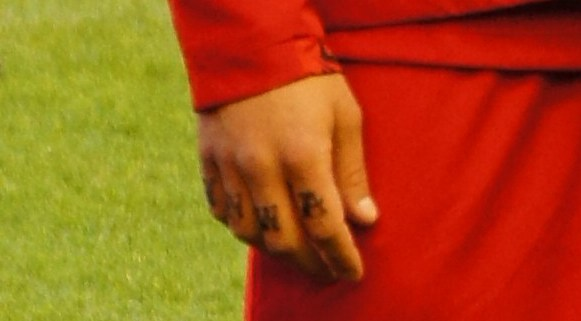
Татуировка «YNWA» на пальцах

Предполагается, что изначально это был меч Тристана, который позже получил имя Кортана, после того как был урезан, чтобы подойти под Ожье. Вокруг Ожье расположены гробницы четырёх легендарных Датских Королей: Харальда «Синезубого», Свена Твескаага, Горма «Старого» и Кнуда «Великого».
В верхней части спины Аггера написана поговорка: «Mors Certa, Hora Incerta» или «Самое определённое в Жизни — это Смерть, а самое неопределённое — её час». На левой части грудной клетки набиты имена его брата и сестры. На левой руке изображены несколько Даннеброгов (Государственный флаг Дании). Ближе к кисти изображен плачущий клоун, держащий в руках жёлтую бильярдную девятку.
Также под флагами виднеется образ персонажа из скандинавской мифологии Одина (одноглазого мудреца и шамана), верными спутниками которого были вороны Хугин и Мунин, которые нарисованы над головой старца. На лодыжке нанесена надпись «Pain is temporary, victory is forever» или «Боль — временна, победа — вечна». На правом плече Аггера изображен ещё один викинг с надписями «Remember You Will Die» и «Remember You are A Human Being» — «Помните, что Вы когда-нибудь умрете» и «Помните, что Вы — человек».
В августе 2012 года, в период интенсивных спекуляций относительно его будущего в клубе, Аггер сделал новую татуировку на пальцах правой руки — буквы «YNWA», ссылаясь на гимн «Ливерпуля» «You’ll Never Walk Alone».

## Достижения

### Командные
Брондбю
- Обладатель Кубка Дании: 2004/05
- Чемпион Дании 2004/05

Ливерпуль
- Обладатель Суперкубка Англии: 2006
- Обладатель Кубка лиги: 2011/12

### Личные
- Футболист года в Дании: 2007, 2012

## Личная жизнь
- Младший двоюродный брат Даниэля Николай Аггер — футболист, выступал за «Брондбю».
- 16 мая 2010 года Аггер женился на своей подруге Софи Нельсон[7]. У пары есть сын Джейми, родившийся в 2009 году, а также сын Мейсон, который родился 25 ноября 2012 года.
- В Дании у Даниэля есть свой бар, которым он владеет вместе со своим дядей.
- Является самым татуированным футболистом в мире[8].

## Статистика
| Клуб            | Сезон           | Лига         | Лига         | Кубок        | Кубок        | -          | -          | Европа | Европа | Другие | Другие | Всего | Всего |
| Клуб            | Сезон           | Игры         | Голы         | Игры         | Голы         | Игры       | Голы       | Игры   | Голы   | Игры   | Голы   | Игры  | Голы  |
| --------------- | --------------- | ------------ | ------------ | ------------ | ------------ | ---------- | ---------- | ------ | ------ | ------ | ------ | ----- | ----- |
| Брондбю         | 2004/05         | 26           | 5            | 5            | 0            | -          | -          | 1      | 0      | 4      | 0      | 36    | 5     |
| Брондбю         | 2005/06         | 8            | 0            | 0            | 0            | -          | -          | 5      | 0      | 0      | 0      | 13    | 0     |
| Брондбю         | Всего за клуб   | 34           | 5            | 5            | 0            | —          | —          | 6      | 0      | 4      | 0      | 49    | 5     |
| Клуб            | Сезон           | Премьер-лига | Премьер-лига | Кубок Англии | Кубок Англии | Кубок лиги | Кубок лиги | Европа | Европа | Другие | Другие | Всего | Всего |
| Клуб            | Сезон           | Игры         | Голы         | Игры         | Голы         | Игры       | Голы       | Игры   | Голы   | Игры   | Голы   | Игры  | Голы  |
| Ливерпуль       | 2005/06         | 4            | 0            | 0            | 0            | 0          | 0          | 0      | 0      | 0      | 0      | 4     | 0     |
| Ливерпуль       | 2006/07         | 27           | 2            | 1            | 0            | 2          | 1          | 12     | 1      | 1      | 0      | 43    | 4     |
| Ливерпуль       | 2007/08         | 5            | 0            | 0            | 0            | 0          | 0          | 1      | 0      | 0      | 0      | 6     | 0     |
| Ливерпуль       | 2008/09         | 18           | 1            | 1            | 0            | 2          | 1          | 5      | 0      | 0      | 0      | 26    | 2     |
| Ливерпуль       | 2009/10         | 23           | 0            | 1            | 0            | 0          | 0          | 12     | 1      | 0      | 0      | 36    | 1     |
| Ливерпуль       | 2010/11         | 16           | 0            | 1            | 0            | 0          | 0          | 3      | 0      | 0      | 0      | 20    | 0     |
| Ливерпуль       | 2011/12         | 27           | 1            | 3            | 1            | 4          | 0          | 0      | 0      | 0      | 0      | 34    | 2     |
| Ливерпуль       | 2012/13         | 35           | 3            | 0            | 0            | 0          | 0          | 4      | 0      | 0      | 0      | 40    | 3     |
| Ливерпуль       | 2013/14         | 20           | 2            | 0            | 0            | 0          | 0          | 0      | 0      | 0      | 0      | 20    | 2     |
| Ливерпуль       | Всего за клуб   | 175          | 9            | 7            | 1            | 8          | 2          | 37     | 2      | 1      | 0      | 229   | 14    |
| Всего в карьере | Всего в карьере | 209          | 14           | 12           | 1            | 8          | 2          | 43     | 2      | 5      | 0      | 276   | 19    |

Голы за сборную
Голы сборной Дании указаны первыми
| № | Дата            | Место             | Соперник | Счёт | Итог  | Соревнование              |
| - | --------------- | ----------------- | -------- | ---- | ----- | ------------------------- |
| 1 | 7 сентября 2005 | Копенгаген, Дания | Грузия   | 3:1  | 6:1   | Отборочные игры к ЧМ 2006 |
| 2 | 2 июня 2007     | Копенгаген, Дания | Швеция   | 1:3  | (отм) | Отборочные игры к ЧЕ 2008 |

- (отм): Матч был прерван, результат аннулирован.